# Ruff and Reddy in the Space Adventure
Ruff and Reddy in the Space Adventure, es un videojuego de plataformas publicado en 1990 para Commodore 64, ZX Spectrum, Amstrad CPC, Atari 8-Bits, Atari ST y Commodore Amiga. El juego está basado en los dibujos animados de Ruff y Reddy creados por Hanna-Barbera.
- Datos: Q12399315